# Bukavac
Le Bukavac est une créature imaginaire malveillante de la mythologie serbe. Dans la région de Syrmia, on croyait en son existence.
Le Bukavac est parfois décrit comme un monstre à six bras doté de cornes protubérantes.
Il vit dans les lacs et dans les grandes mares, sortant de l'eau pendant la nuit pour se quereller (le mot serbe buka  peut vouloir dire, Tapage, Fracas, Vacarme,tumulte et boucan), sauter au-dessus des gens, puis les étrangler.